# Mercedes-Benz SLS AMG

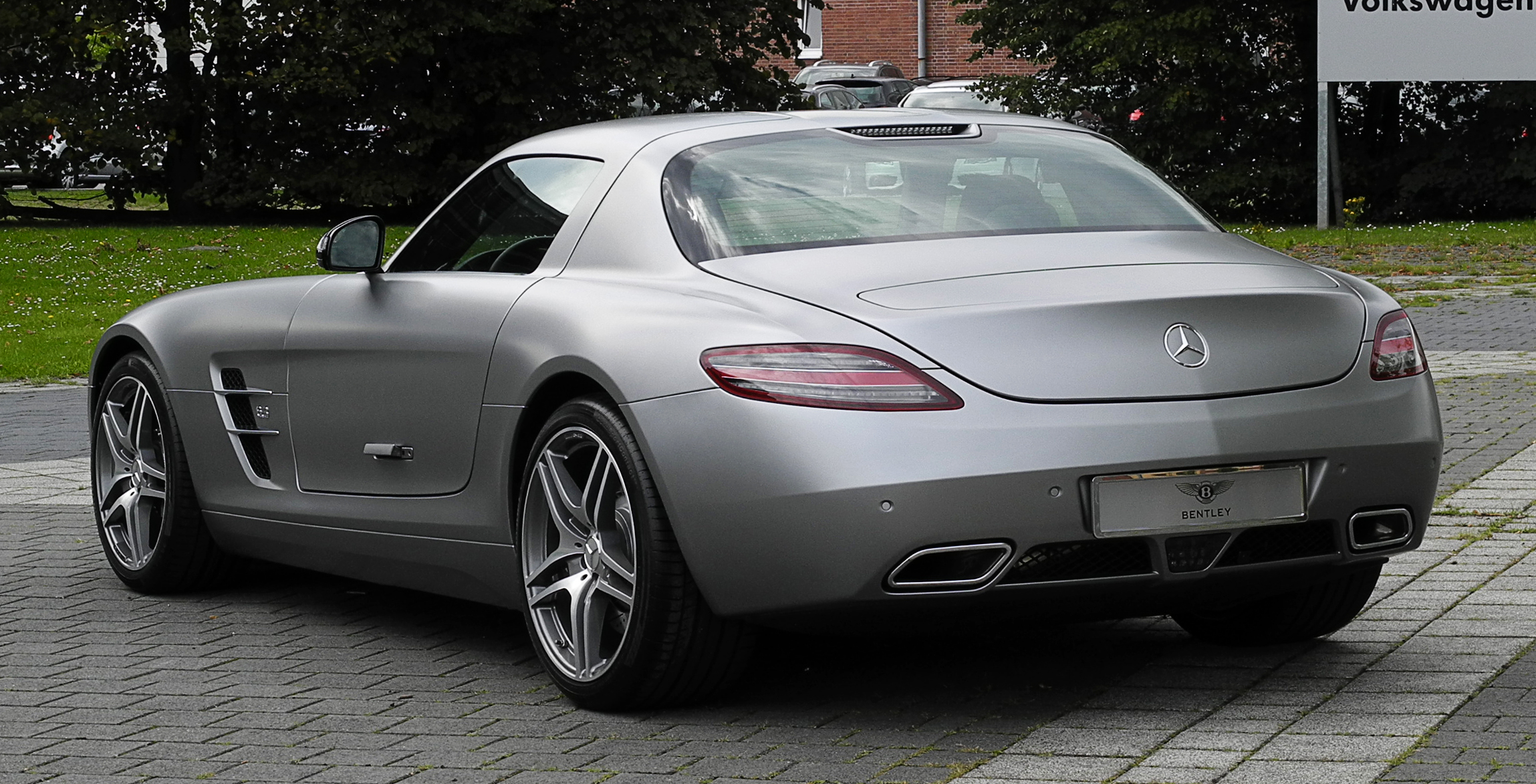
Heckansicht

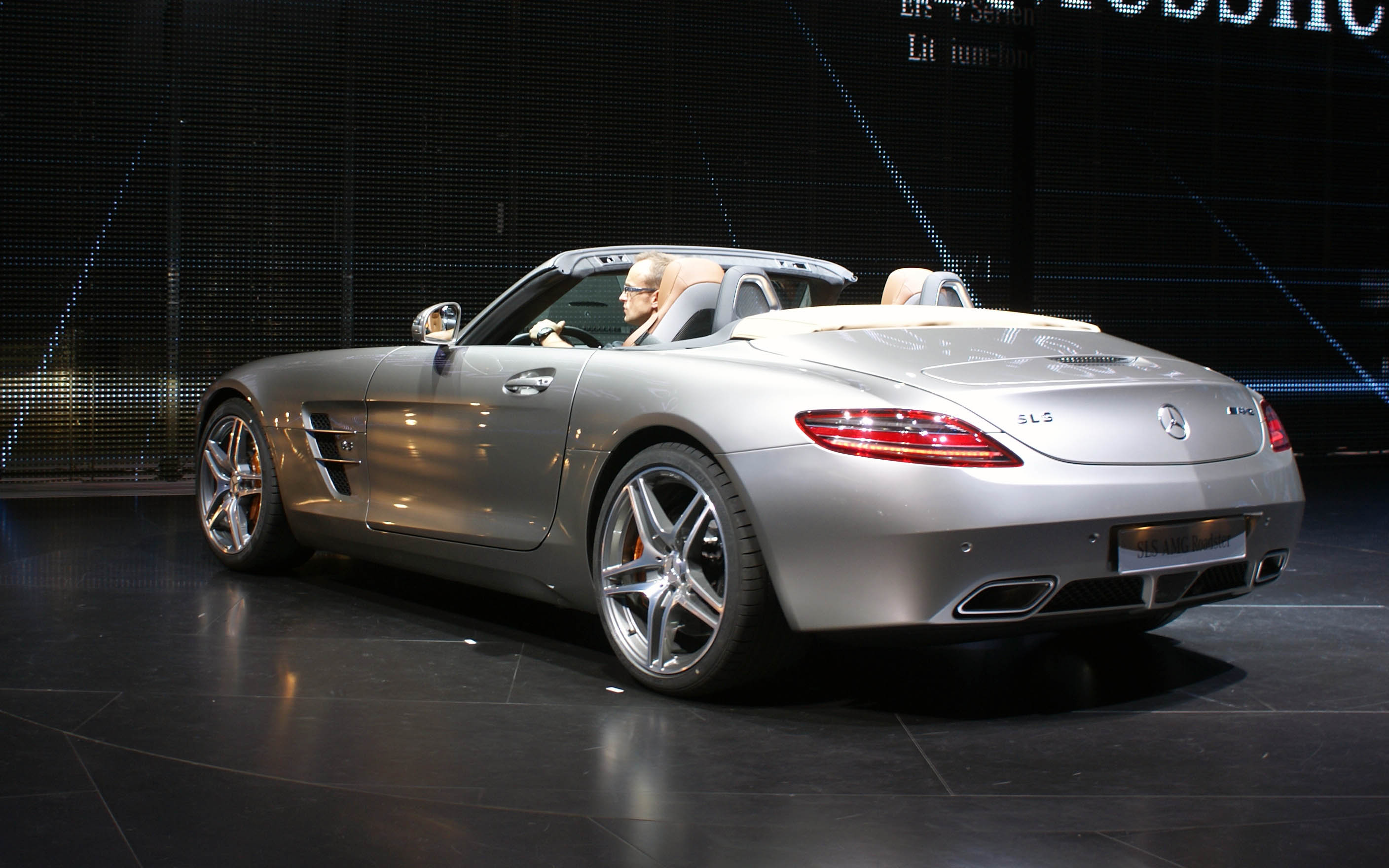
SLS AMG Roadster bei der Präsentation 2011

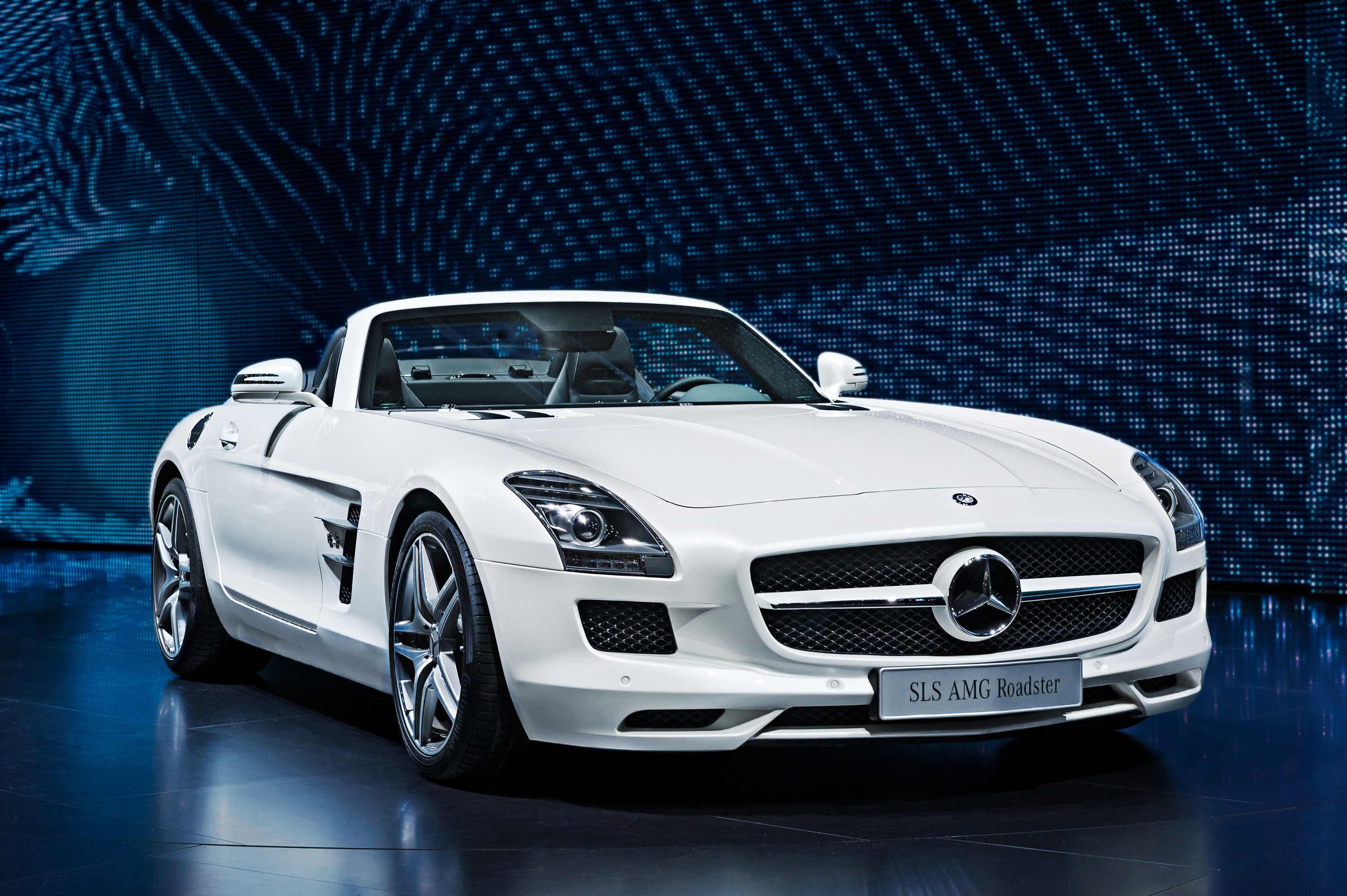
SLS AMG Roadster, Frontansicht auf der IAA Frankfurt

Der Mercedes-Benz SLS AMG (interne Bezeichnung C 197, SLS AMG Roadster R 197) ist ein Gran-Turismo-Coupé mit Flügeltüren. Der Sportwagen von Mercedes-Benz wurde im September 2009 auf der IAA erstmals präsentiert und kam am 27. März 2010 in den Handel. Die Roadster-Variante SLS AMG Roadster wurde auf der IAA im Herbst 2011 offiziell vorgestellt und gelangte am 19. November 2011 in den Handel. Die Bezeichnung SLS ist die Kurzform für „Super Leicht Sport“.
Das Fahrzeug ist der erste Mercedes-Benz mit Flügeltüren seit dem 300 SLR (Uhlenhaut-Coupé) bzw. dem 300 SL, der von 1954 bis 1957 gebaut wurde und den Ruf des Unternehmens entscheidend prägte.
Es handelt sich um das erste von AMG eigenständig entwickelte Fahrzeug. Jeder Motor wird von einem einzelnen Facharbeiter im AMG-Werk in Affalterbach von Hand zusammengebaut; dies wird durch eine Plakette mit gravierter Unterschrift dokumentiert. Montiert wird der Wagen im Mercedes-Benz-Werk Sindelfingen. In der Formel 1 wurde der SLS AMG als Safety Car eingesetzt.
Bis Ende 2011 wurden weltweit über 5000 Fahrzeuge verkauft.
Mit dem im November 2013 vorgestellten GT Final Edition lief die Produktion des Mercedes SLS AMG im Juni 2014 aus.
Der GT3 wurde bis 2016 produziert.

## Karosserie und Innenraum
Der Karosserierohbau ist ein Gitterrahmen aus Aluminium und hat eine Masse von 241 Kilogramm. Die Außenhaut des Fahrzeugs besteht ebenfalls aus Aluminium. Die beiden Flügeltüren wiegen jeweils 18 kg und haben an den Türscharnieren kleine Sprengsätze. Diese ermöglichen das Absprengen der Türen nach einem Unfall, wenn das Fahrzeug auf dem Dach zum Liegen kommt. Den Rettungskräften wird so die Rettung Verletzter aus dem Innenraum erheblich erleichtert. Die Gewichtsverteilung zwischen Vorder- und Hinterachse steht im sportwagentypischen Verhältnis von 47 zu 53 Prozent. Als Entwicklungspartner bekam der österreichische Autozulieferer Magna Steyr den Auftrag, die Karosserie zu produzieren und liefert sie ebenso wie Flügeltüren und Klappen fertig lackiert (mit Ausnahme einiger Sonderfarben) an AMG.
Die Karosserie des Roadsters wurde im Schwellerbereich, am Windschutzscheibenrahmen und am Mitteltunnel verstärkt, um den Wegfall des Daches (und der Flügeltüren) zu kompensieren. Das Verdeck ist aus dreilagigem Stoff in Schwarz, Beige oder Rot erhältlich und öffnet sich binnen 11 Sekunden, und zwar auch während der Fahrt bis 50 km/h.
Die Innenraumgestaltung des SLS AMG soll laut Hersteller Elemente aus der Gestaltung eines Flugzeug-Cockpits aufnehmen: zentral angeordnete Instrumente in Piloten-Optik, eine zum Fahrer geneigte Mittelkonsole als zentrale Bedieneinheit mit flugzeugtypischen Bedienelementen (der Schaltknüppel ähnelt dem Schubhebel eines Jets) und vier an Strahltriebwerke erinnernde Lüftungselemente.

## Motor und Getriebe

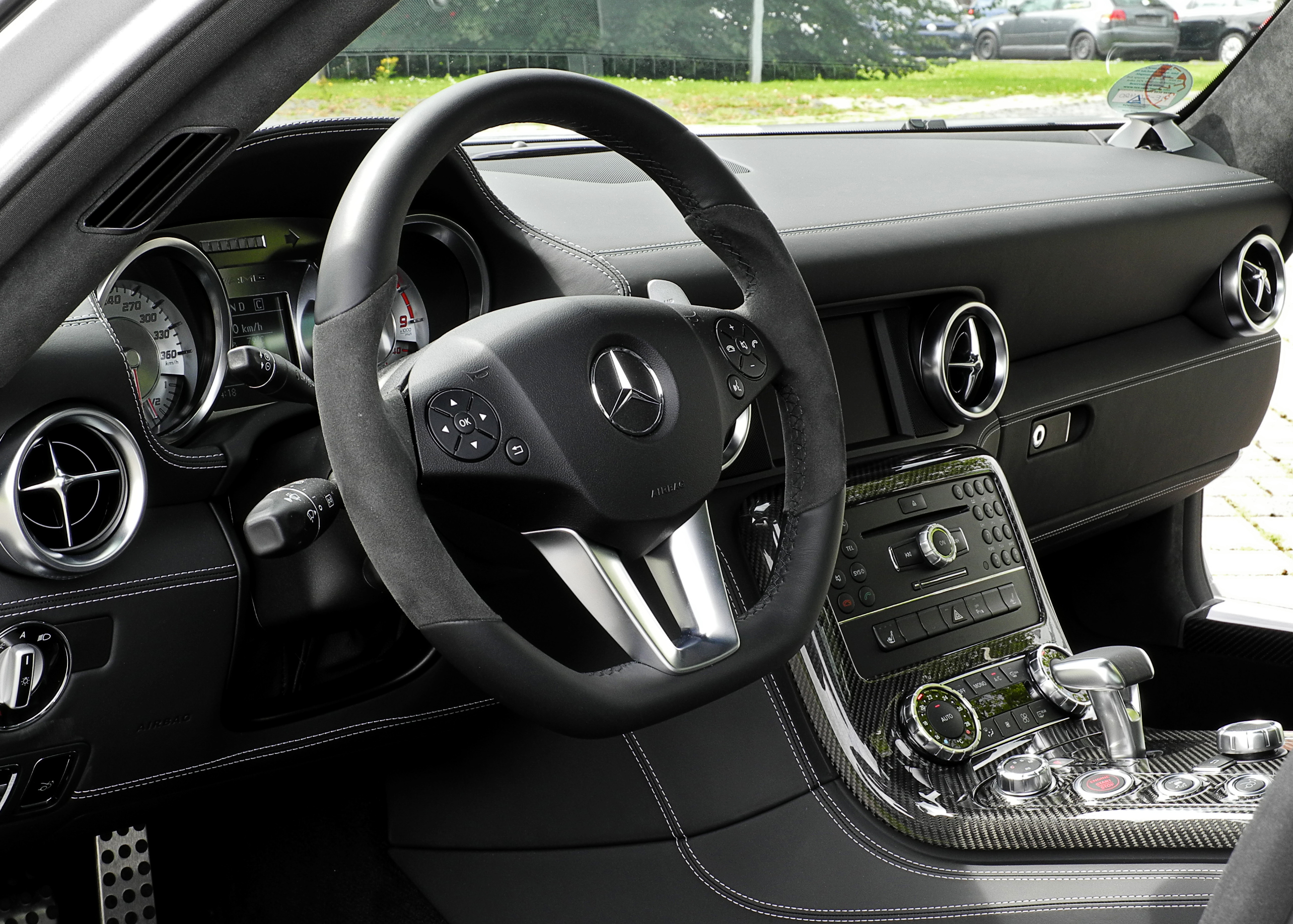
Blick auf das Cockpit des SLS

Der Motor mit der AMG-internen Bezeichnung M 159 ist ein hinter der Vorderachse als Frontmittelmotor eingebauter V8-Saugmotor mit Trockensumpfschmierung und 6208 cm3 Hubraum. Durch die Trockensumpfschmierung wird eine besonders tiefe Einbaulage des Motors erreicht. Als Besonderheit gibt es einen neu entwickelten Ansaugtrakt. Die Motorhöchstleistung beträgt 420 kW (571 PS) bei einer Drehzahl von 6800 Umdrehungen pro Minute. Der Motor entwickelt ein maximales Drehmoment von 650 Newtonmetern und wiegt 206 Kilogramm.
In Transaxle-Bauweise findet sich das direkt an der Hinterachse montierte Siebengang-Doppelkupplungsgetriebe des Herstellers Getrag. Das Getriebe mit der Bezeichnung 7DCL750 wurde neben dem SLS auch im Ferrari 458 eingebaut. Motor und Getriebe sind über eine sogenannte Torque Tube – ein einteiliges Rohr, in dem die 1640 mm lange, nur 4 kg schwere Transaxle-Welle aus CfK rotiert – starr miteinander verbunden. Ein mechanisches Sperrdifferential ist serienmäßig. Für die Getriebeabstimmung stehen vier verschiedene Fahrprogramme von „komfortabel“ bis „sportlich“ zur Verfügung. Eine sogenannte Race-Start-Funktion ermöglicht Starts mit optimalem Schlupf an der Hinterachse.

## Technische Daten

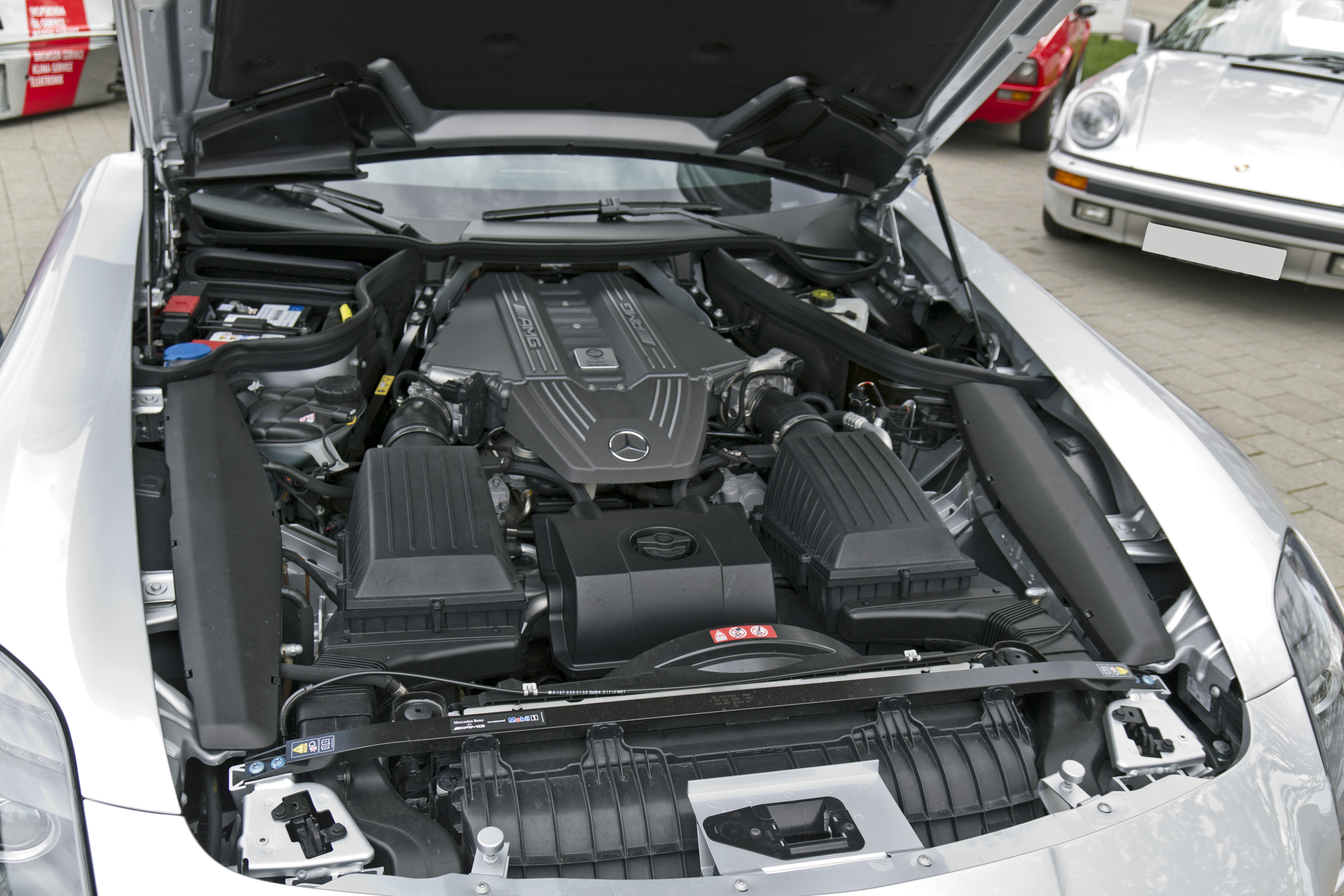
Blick auf den Motor

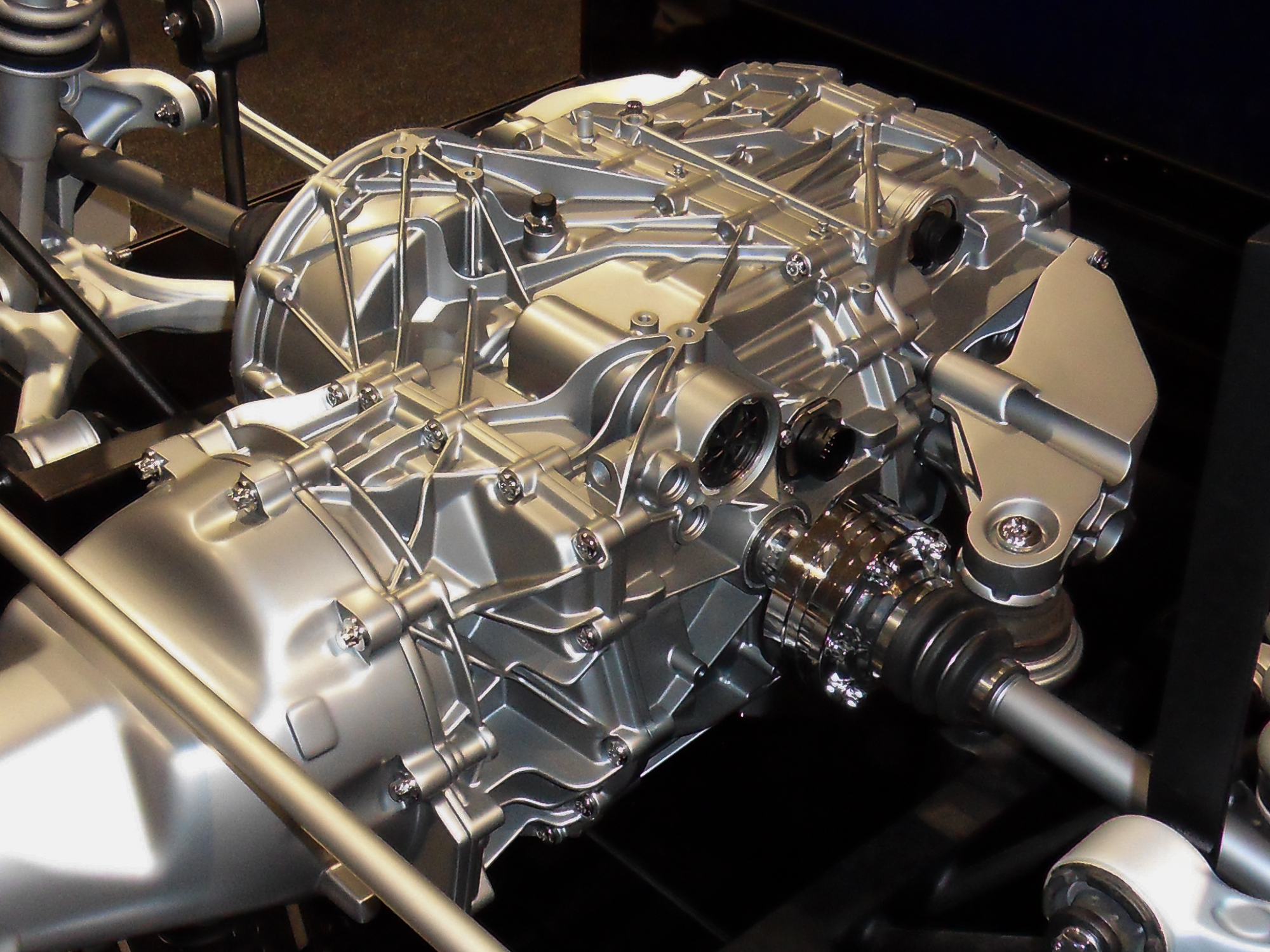
Das Siebengang-Doppelkupplungsgetriebe

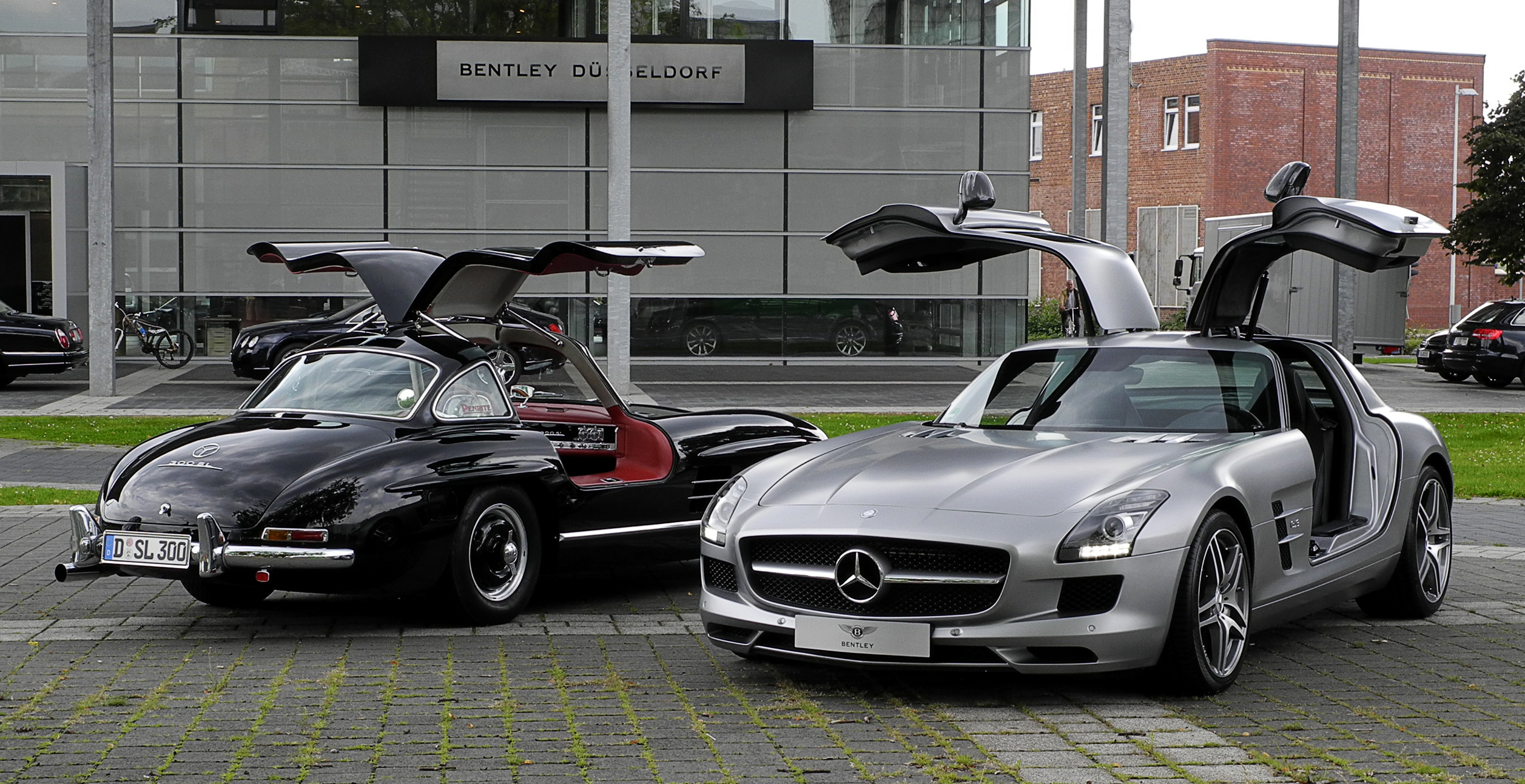
SLS AMG mit seinem Urahn 300 SL

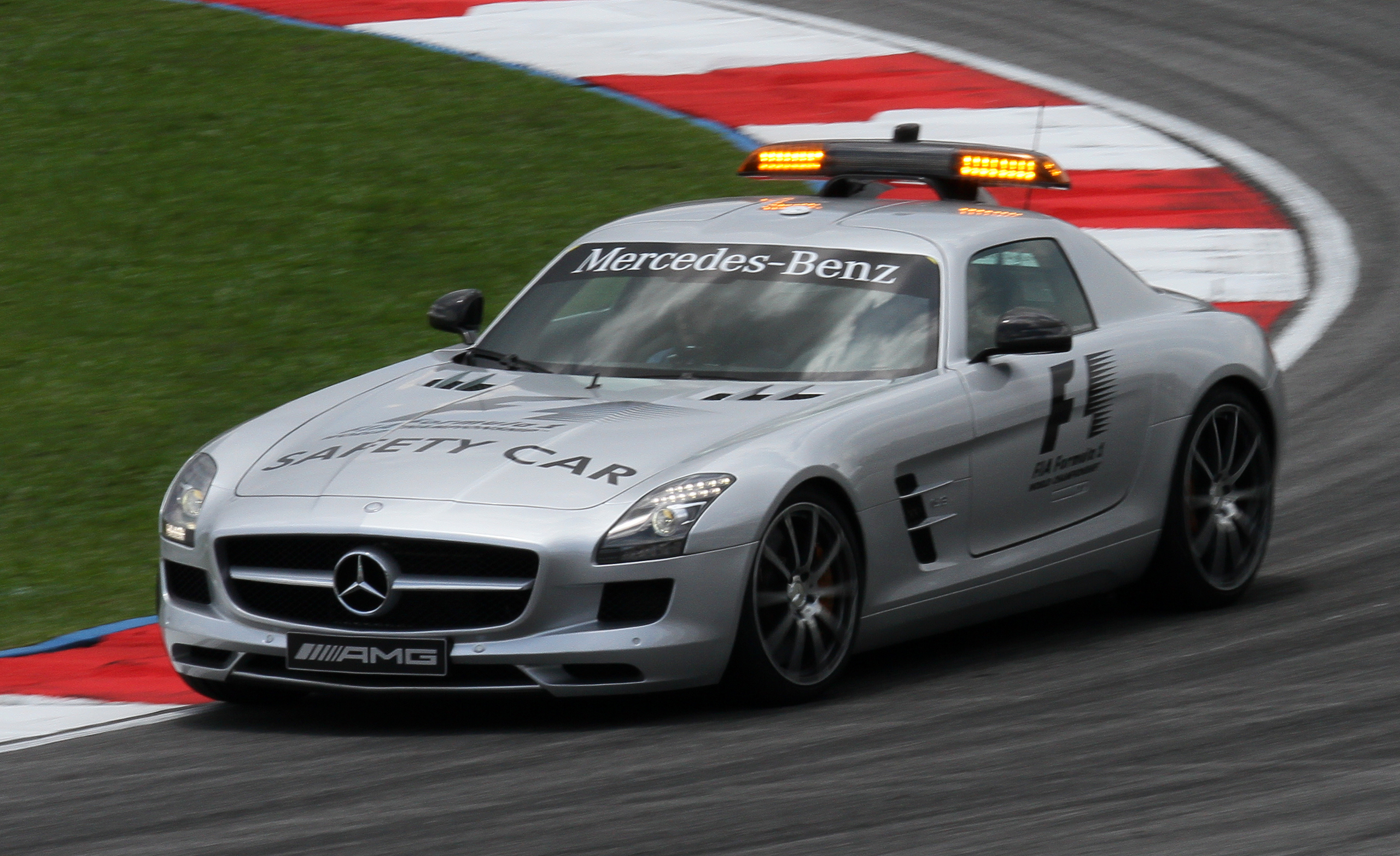
SLS AMG als Safety Car

### Allgemeine Daten
- Preis: ab 186.830,00 € (Coupé), ab 195.160 € (Roadster)
- Radstand: 2680 mm
- Maße L × B × H: 4638 × 1939 × 1262 mm (Coupé)
- Leergewicht: 1620 kg (Coupé), 1660 kg (Roadster)
- Tankinhalt 85 l (davon ca. 14 l Reserve)
- Kofferraumvolumen: 176 Liter (Coupé), 173 Liter (Roadster)
- Flügeltüren mit 70° Öffnungswinkel, 1491 mm Türhöhe
- Heckspoiler (fährt ab 120 km/h aus)
- Höchstgeschwindigkeit: 250–320 km/h (motorabhängig)
- Leistungsgewicht: 2,84 kg/PS
- Beschleunigung, 0–100 km/h: 3,6–3,8 s (motorabhängig)
- Beschleunigung, 0–200 km/h: 12,0 s
- Verbrauch: 13,2 Liter Super Plus pro 100 km (kombiniert, nach Richtlinie 80/1268/EWG)
- Abgasnorm: Euro 5
- CO2-Ausstoß: 308 g/km.

### Motor
- M 159 E 63, flüssigkeitsgekühlter V8-Viertakt-Ottomotor, 90° Zylinderbankwinkel, Kurbelgehäuse und Zylinderköpfe aus Aluminium
- geschmiedete und feingewuchtete Kurbelwelle aus Stahl
- Schmierung: Trockensumpfschmierung
- DOHC, elektrohydraulisch verstellbare Nockenwellen, Tassenstößel, vier Ventile je Zylinder, hydraulischer Ventilspielausgleich
- elektronische Benzineinspritzung, Motorsteuerung Bosch ME 9.7
- zwei 74 mm-Drosselklappen
- Magnesium-Saugrohr
- Schmiedekolben
- zweiflutige Abgasanlage mit Fächerkrümmern
- Hubraum: 6208 cm3
- Bohrung × Hub: 102,2 × 94,6 mm
- Leistung: 420 kW[Anm. 1] (571 PS) bei 6800 min−1
- Literleistung: 67,6 kW[Anm. 1] (92,0 PS)
- Drehmoment: 650 Nm[Anm. 1] bei 4750 min−1
- Spezifisches Drehmoment: 104,7 Nm/1000 cm3
- Maximaldrehzahl: 7200 min−1
- Gewicht: 206 kg

### Kraftübertragung
- AMG Speedshift DCT (Getrag 7DCL750), Siebengang-Doppelkupplungsgetriebe in Transaxle-Bauweise mit integriertem Sperrdifferenzial
- Vier Schaltprogramme inklusive Race Start-Funktion
- Hinterradantrieb
- E-Select, die elektronische Schaltung steuert das Getriebe über das Drive-by-Wire-Prinzip an, d. h. ohne mechanische Kraftübertragung der Bedienelemente zu den entsprechenden Stellelementen.

### Räder

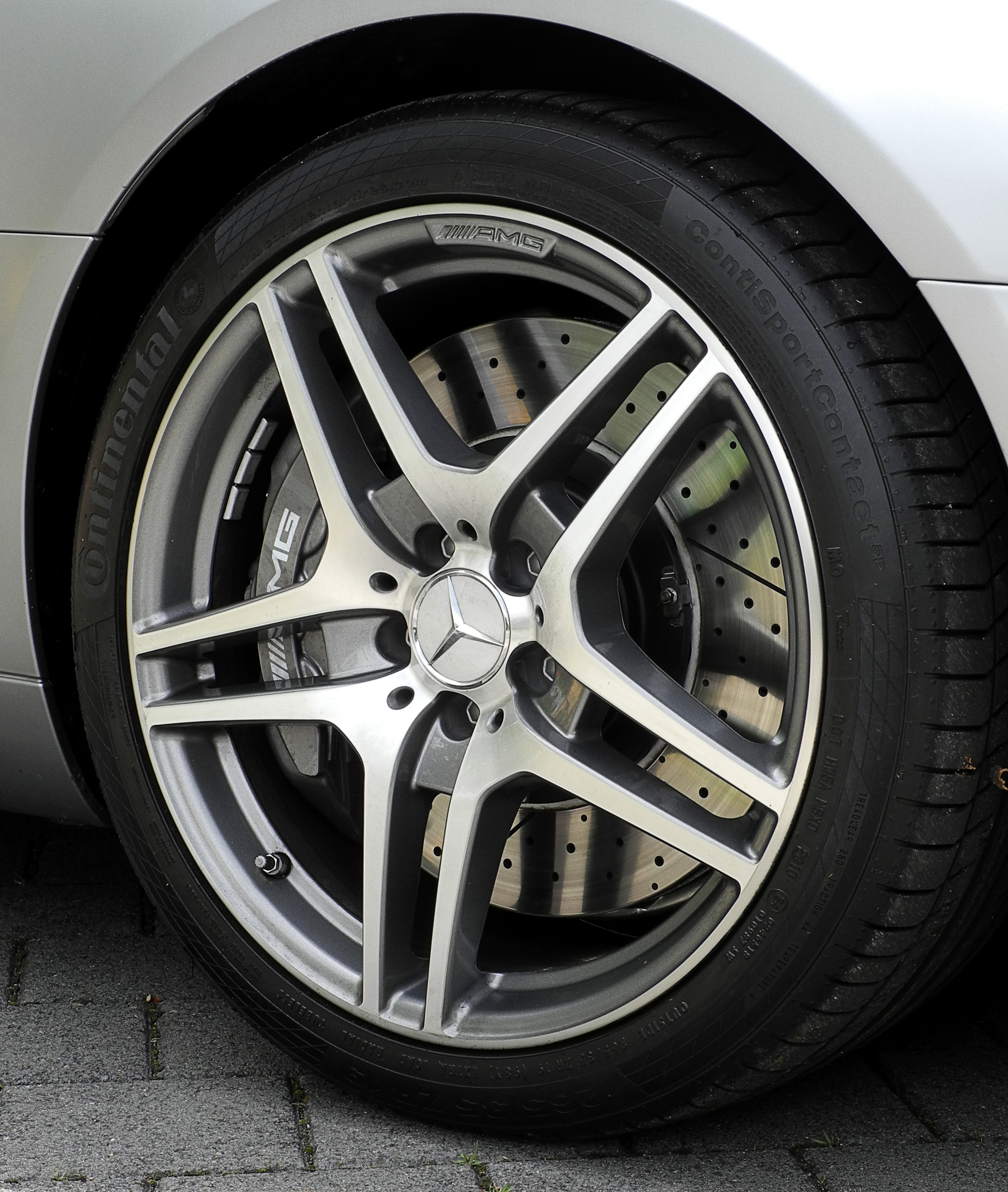
Vorderrad

- Felge: geschmiedete Leichtmetallräder in den Dimensionen 9,50 × 19 Zoll (vorn) und 11 × 20 Zoll (hinten)
- Reifen: 265/35 R 19 (vorn), 295/30 R 20 (hinten)

### Fahrwerk/Lenkung/Bremsen
- Aluminium-Spaceframe aus Gussbauteilen und 146 Strangpressprofilen
- Zahnstangenlenkung mit konstanter Übersetzung, Lenkungsdämpfer
- Bremsen: schwimmend gelagerte, innenbelüftete und gelochte Grauguss-Scheibenbremsen, vorn 390 mm, hinten 360 mm Durchmesser, 6-Kolben-Aluminium-Festsättel vorn, 4-Kolben-Festsättel hinten, optional schwimmend gelagerte Keramik-Verbund-Bremsscheiben, vorn 402 mm, hinten 360 mm Durchmesser, 6-Kolben-Aluminium-Festsättel vorn, 4-Kolben-Festsättel hinten
- Aluminium-Doppelquerlenker-Vorderachse mit einstellbaren, horizontal Schraubenfeder-Gasdruckdämpfer-Einheiten (Versionen mit Verbrennungsmotor)
- Aluminium-Raumlenker-Vorderachse, liegende Federbeine, Pushrods (Coupé Electric Drive)
- Aluminium-Doppelquerlenker und Schraubenfeder-Gasdruckdämpfer-Einheiten hinten

### Elektronik und Assistenzsysteme
- 4 Getriebe-Fahrprogramme
- Launch Control (Race-Start-Funktion)
- abschaltbares ESP (3 Modi: ESP-ON, Sport-Handling-Mode und ESP-OFF)

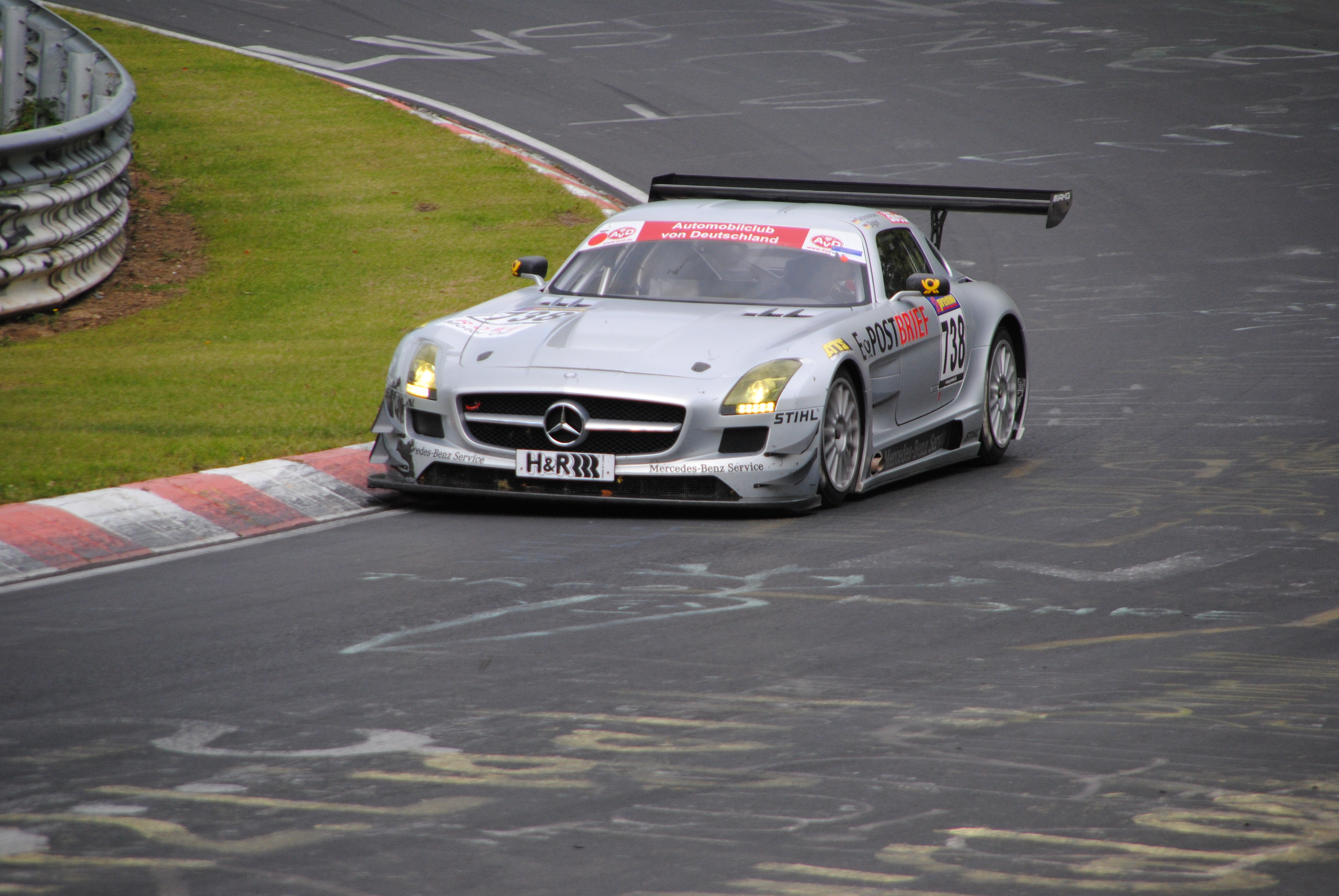
SLS AMG GT3 auf der Nordschleife

- ABS
- Bremsassistent

### Übersicht
| Kenngrößen                                  | Coupé                                   | Roadster                                | GT Coupé                                | GT Roadster                             | Coupé Black Series                      | Coupé Electric Drive         |
| ------------------------------------------- | --------------------------------------- | --------------------------------------- | --------------------------------------- | --------------------------------------- | --------------------------------------- | ---------------------------- |
| Bauzeitraum                                 | 03/2010–12/2013                         | 10/2011–12/2013                         | 10/2012–06/2014                         | 10/2012–06/2014                         | 06/2013–12/2013                         | 06/2013–06/2014              |
| Motorkenndaten                              |                                         |                                         |                                         |                                         |                                         |                              |
| Motorbezeichnung *                          | M 159 E 63                              | M 159 E 63                              | M 159 E 63                              | M 159 E 63                              | M 159 E 63                              |                              |
| Motortyp                                    | V8-Ottomotor                            | V8-Ottomotor                            | V8-Ottomotor                            | V8-Ottomotor                            | V8-Ottomotor                            | vier Synchron-Elektromotoren |
| Gemischaufbereitung                         | Saugrohreinspritzung                    | Saugrohreinspritzung                    | Saugrohreinspritzung                    | Saugrohreinspritzung                    | Saugrohreinspritzung                    | —                            |
| Motoraufladung                              | —                                       | —                                       | —                                       | —                                       | —                                       | —                            |
| Hubraum                                     | 6208 cm³                                | 6208 cm³                                | 6208 cm³                                | 6208 cm³                                | 6208 cm³                                | —                            |
| Leistung                                    | 420 kW (571 PS) bei 6800/min            | 420 kW (571 PS) bei 6800/min            | 435 kW (591 PS) bei 6800/min            | 435 kW (591 PS) bei 6800/min            | 464 kW (631 PS) bei 7400/min            | 552 kW (751 PS)              |
| max. Drehmoment                             | 650 Nm bei 4750/min                     | 650 Nm bei 4750/min                     | 650 Nm bei 4750/min                     | 650 Nm bei 4750/min                     | 635 Nm bei 5500/min                     | 1000 Nm bei 0/min            |
| Kraftübertragung                            |                                         |                                         |                                         |                                         |                                         |                              |
| Antrieb                                     | Hinterradantrieb                        | Hinterradantrieb                        | Hinterradantrieb                        | Hinterradantrieb                        | Hinterradantrieb                        | Allradantrieb                |
| Getriebe                                    | AMG SPEEDSHIFT DCT 7-Gang-Sportgetriebe | AMG SPEEDSHIFT DCT 7-Gang-Sportgetriebe | AMG SPEEDSHIFT DCT 7-Gang-Sportgetriebe | AMG SPEEDSHIFT DCT 7-Gang-Sportgetriebe | AMG SPEEDSHIFT DCT 7-Gang-Sportgetriebe |                              |
| Messwerte                                   |                                         |                                         |                                         |                                         |                                         |                              |
| Höchstgeschwindigkeit                       | 317 km/h                                | 317 km/h                                | 320 km/h                                | 320 km/h                                | 315 km/h                                | 250 km/h (abgeregelt)        |
| Beschleunigung, 0–100 km/h                  | 3,8 s                                   | 3,8 s                                   | 3,7 s                                   | 3,7 s                                   | 3,6 s                                   | 3,9 s                        |
| Kraftstoffverbrauch auf 100 km (kombiniert) | 13,2 l Super Plus                       | 13,2 l Super Plus                       | 13,2 l Super Plus                       | 13,2 l Super Plus                       | 13,7 l Super Plus                       | –                            |
| CO2-Emission (kombiniert)                   | 308 g/km                                | 308 g/km                                | 308 g/km                                | 308 g/km                                | 321 g/km                                | 0 g/km                       |
| Abgasnorm nach EU-Klassifikation            | Euro 5                                  | Euro 5                                  | Euro 5                                  | Euro 5                                  | Euro 5                                  | –                            |

* Die Motorbezeichnung ist wie folgt verschlüsselt:
M = Motor (Otto), Baureihe = 3-stellig, E = Saugrohreinspritzung, Hubraum = Deziliter (gerundet)

## Zulassungszahlen
In der Bundesrepublik wurden zwischen 2009 und 2018 insgesamt 2993 SLS AMG neu zugelassen. Vier davon waren elektrisch angetrieben.
|  |

|  |

|  |

|  |

|  |

|  |

|  |

|  |

|  |

|  |

|  |

|  |

|  |

|  |

|  |

|  |

|  |

|  |

|  |

|  |

|  |

|  |

|  |

|  |

|  |

|  |

|  |

|  |

|  |

|  |

|  |

|  |

|  |

|  |

|  |

|  |

|  |

|  |

|  |

|  |

|  |

|  |

|  |

|  |

|  |

|  |

|  |

|  |

|  |

|  |

|  |

|  |

|  |

|  |

|  |

|  |

|  |

|  |

|  |

|  |

|  |

|  |

|  |

|  |

|  |

|  |

|  |

|  |

|  |

|  |

|  |

|  |

|  |

|  |

|  |

|  |

|  |

|  |

|  |

|  |

|  |

|  |

|  |

|  |

|  |

|  |

|  |

|  |

|  |

|  |

|  |

|  |

|  |

|  |

|  |

|  |

|  |

|  |

|  |

|  |

|  |

|  |

|  |

|  |

|  |

|  |

|  |

|  |

|  |

|  |

|  |

|  |

|  |

|  |

|  |

|  |

|  |

|  |

|  |

|  |

|  |

|  |

|  |

|  |

|  |

|  |

|  |

|  |

|  |

|  |

|  |

|  |

|  |

|  |

|  |

|  |

|  |

|  |

|  |

|  |

|  |

|  |

|  |

|  |

|  |

|  |

|  |

|  |

|  |

|  |

|  |

|  |

|  |

|  |

|  |

|  |

|  |

|  |

|  |

|  |

|  |

|  |

|  |

|  |

|  |

|  |

|  |

|  |

|  |

|  |

|  |

|  |

|  |

|  |

|  |

|  |

|  |

|  |

|  |

|  |

|  |

|  |

|  |

|  |

|  |

|  |

|  |

|  |

|  |

|  |

|  |

|  |

|  |

|  |

|  |

|  |

|  |

|  |

|  |

|  |

|  |

|  |

|  |

|  |

|  |

|  |

|  |

|  |

|  | Benziner (2.989) |

|  | Benziner (2.989) |

|  | Elektro (4) |

|  | Elektro (4) |

## Modellvarianten

### SLS AMG GT
Der SLS AMG GT ist eine geringfügig überarbeitete Ausführung des SLS AMG. Die Leistung des Motors wurde gegenüber dem normalen SLS um 15 kW (20 PS) gesteigert und beträgt damit 435 kW (591 PS). Zusätzlich zur Leistungssteigerung wurden das Speedshift-Automatikgetriebe und das AMG Ride Control Performance-Fahrwerk verbessert. Die einzigen optischen Änderungen sind abgedunkelte Scheinwerfer und Rückleuchten so wie ein GT-Emblem am Heck. Das Interieur wurde mit Alcantara-Streifen auf den Sitzen, roten Nähten und schwarzen Hochglanz-Zierteilen ausgestattet. Aufpreis für den SLS AMG GT: circa 20.000 €.

### SLS AMG GT3
Der SLS AMG GT3 ist die Rennsportvariante nach GT3-Reglement der FIA. Dieses ist das einzige homologierte Modell des SLS.

#### SLS AMG GT3 45th Anniversary
Dieses Sondermodell auf Basis des SLS AMG GT3 wurde zur Feier des 45-jährigen Bestehens des Mercedes-Benz-Haustuners AMG vorgestellt. Die auf lediglich fünf Exemplare limitierte, zweisitzige Sonderversion kostet mit 446.250 € knappe 50.000 € mehr als der normale SLS AMG GT3. Der 45th Anniversary ist ausschließlich in der Farbe designo magno graphit erhältlich.

### SLS AMG E-Cell und Electric Drive

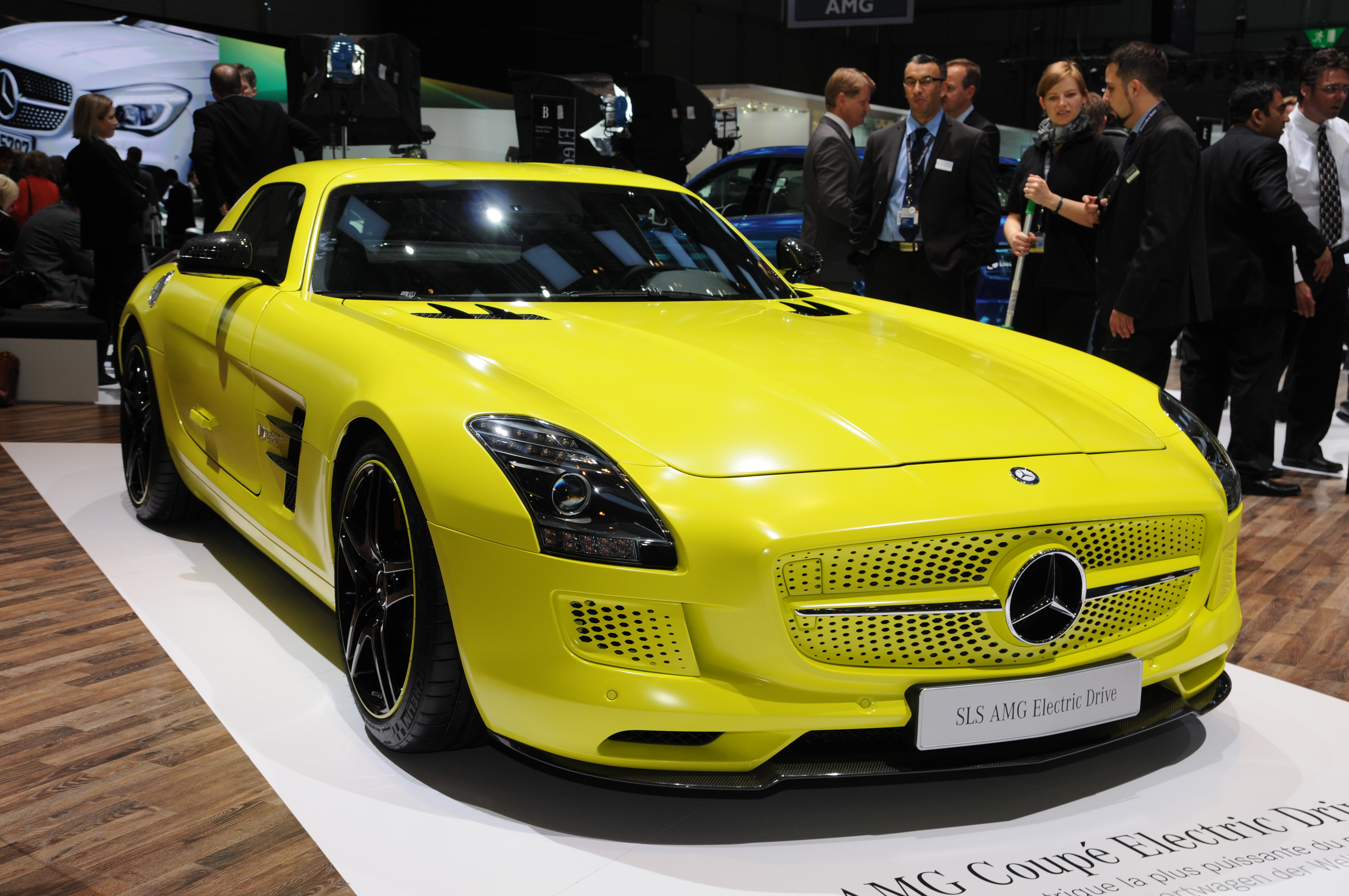
Serienversion SLS AMG Electric Drive auf dem Genfer Auto-Salon 2013

2010 stellte Mercedes-Benz mit dem SLS AMG E-Cell den Prototyp eines Elektrosportwagens auf Basis des SLS AMG vor, welcher später unter der Bezeichnung SLS AMG Electric Drive in Serie ging. Auffällig an diesem Fahrzeug sind die grelle, neongelbe Lackierung und die geringfügigen Änderungen an der Karosserie.
In der Serienversion Electric Drive erzeugen vier Elektromotoren zusammen eine Leistung von 552 kW (751 PS) sowie ein Drehmoment von 1000 Nm. Damit ist eine Beschleunigung von 0–100 km/h in 3,9 Sekunden möglich. Die Höchstgeschwindigkeit liegt bei abgeregelten 250 km/h. Die Markteinführung war im Jahr 2013. Insgesamt wurden nur neun Fahrzeuge an Kunden ausgeliefert.
Wegen des elektrischen Allradantriebs wurde die Vorderachse neu konstruiert und ist nun als Raumlenkerachse mit liegenden Federbeinen und Schubstangen ausgeführt.

### SLS AMG Black Series

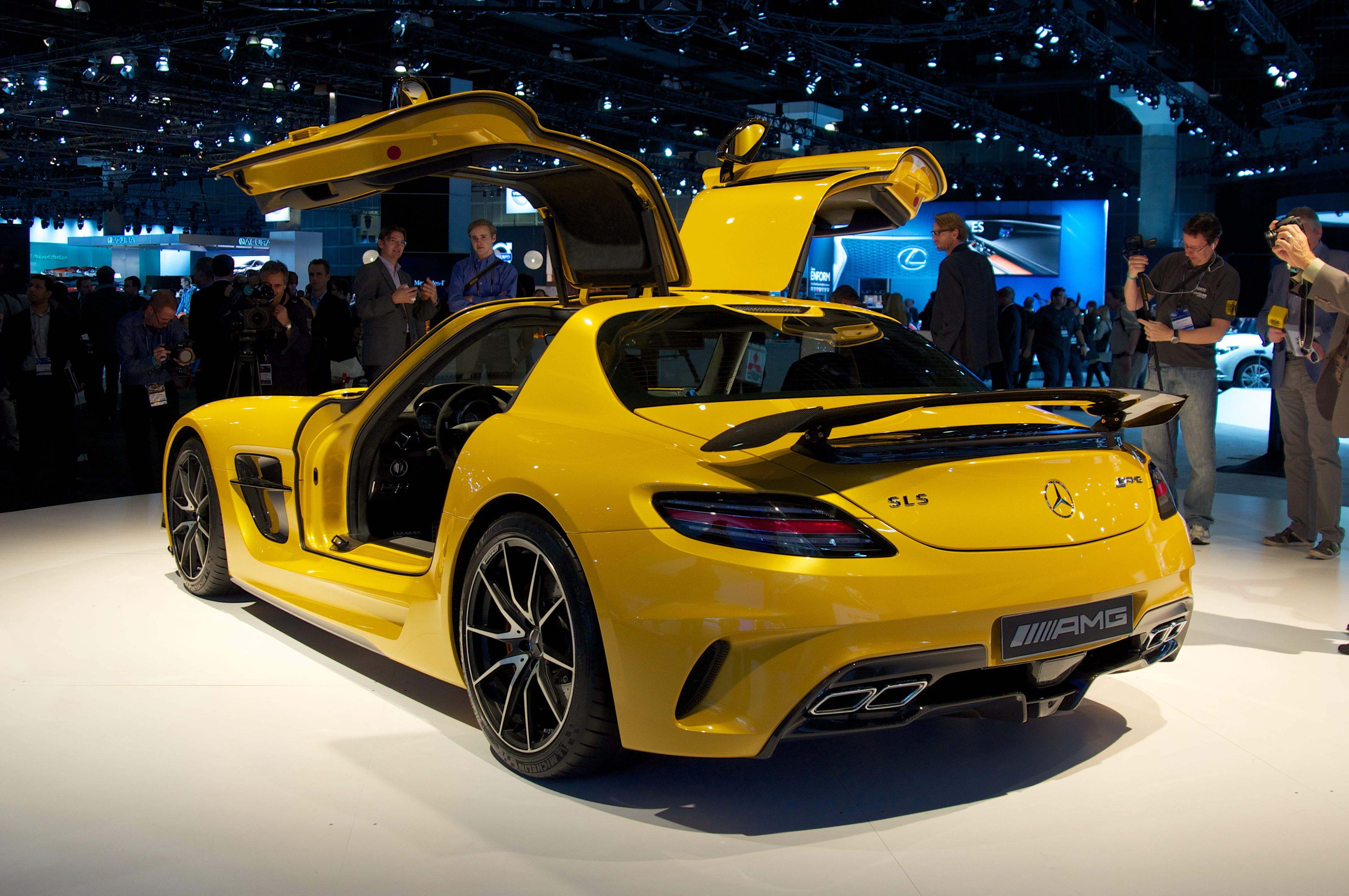
SLS AMG Black Series

Technisch und optisch aufgewertete Sonderausführung mit 464 kW (631 PS). Offizieller Verkaufsstart war der Juni 2013.

### SLS AMG GT Final Edition

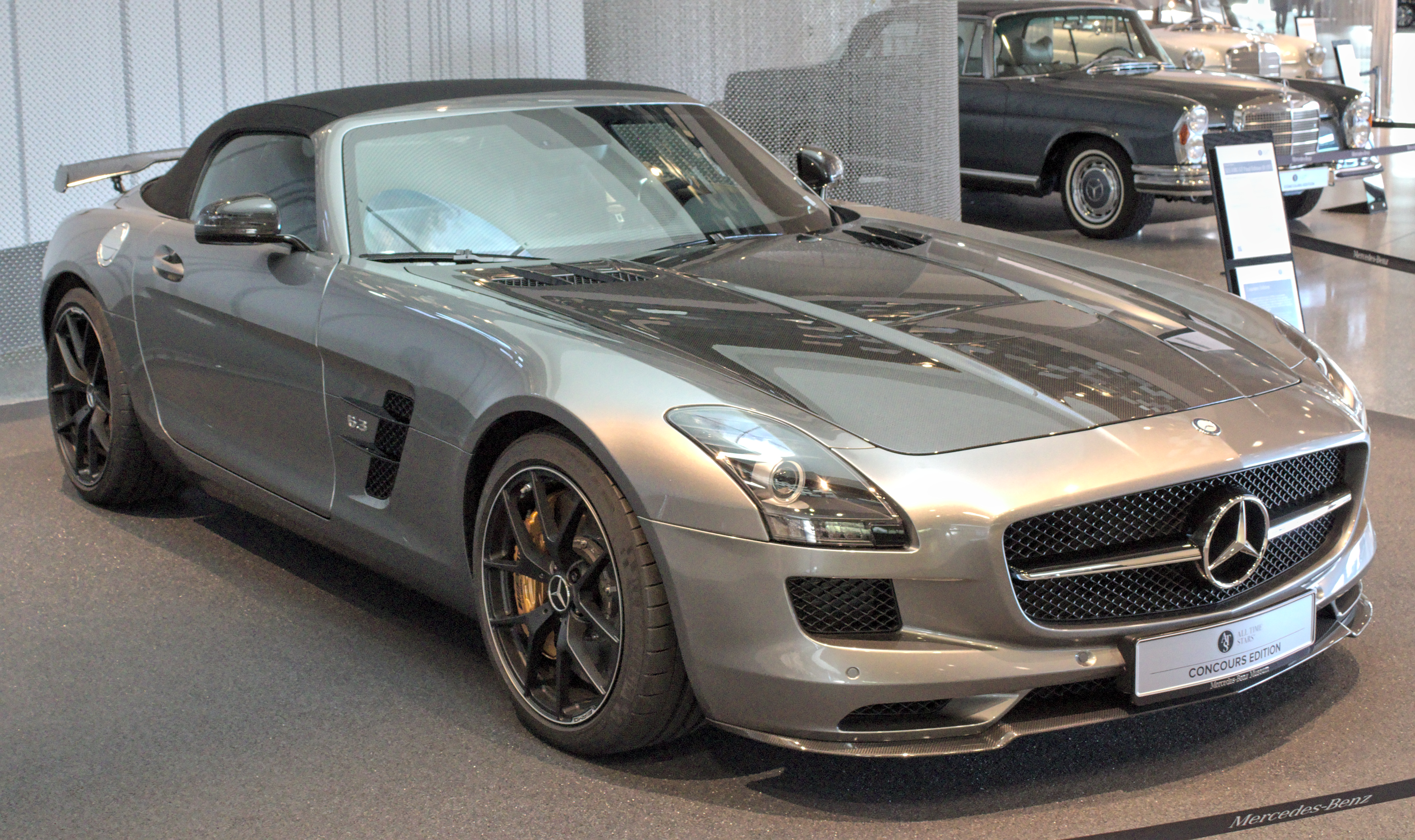
SLS AMG GT Roadster Final Edition

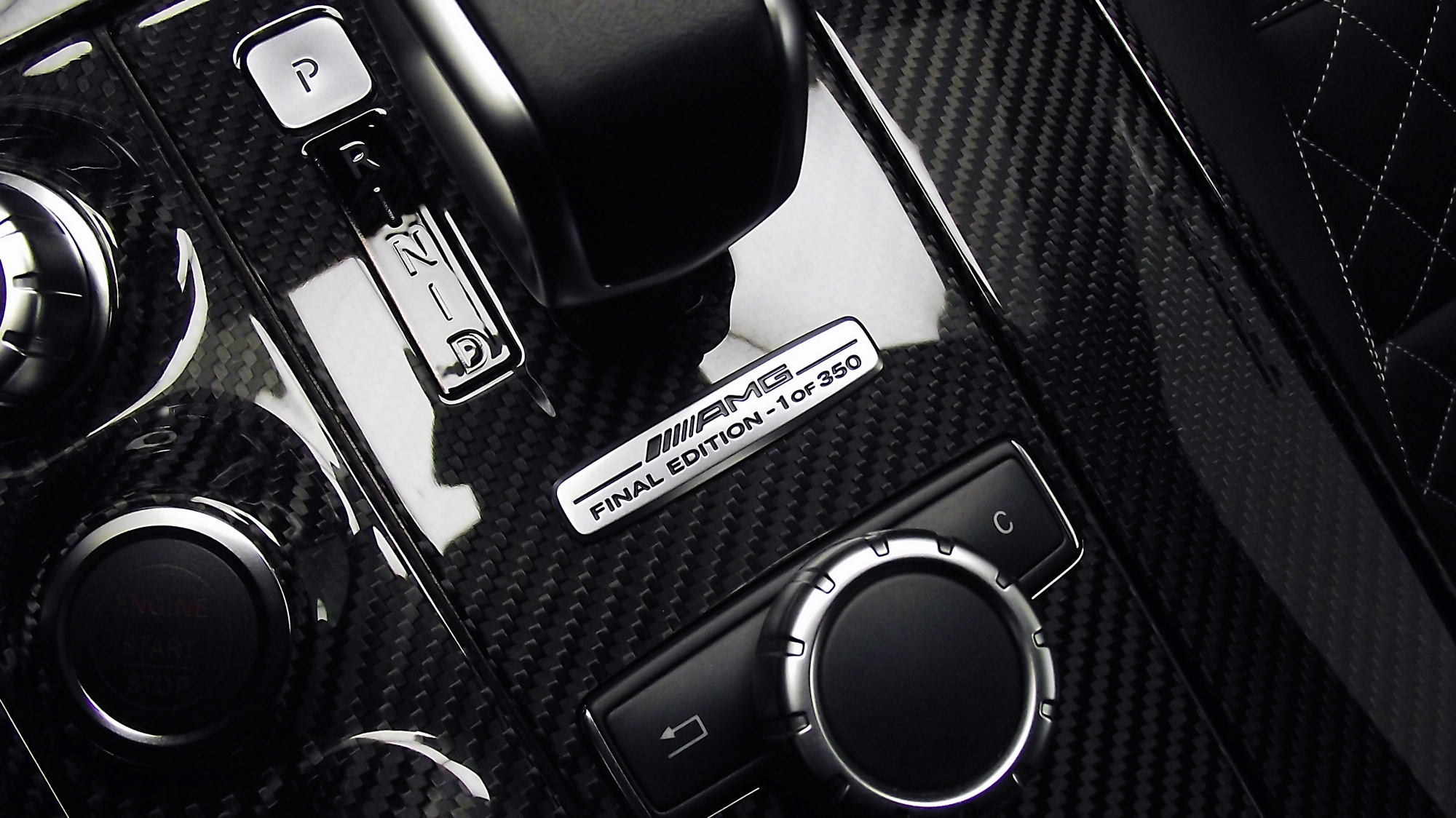
Plakette 1 of 350 auf der Schaltkulisse der Final Edition

Technisch ist der SLS AMG GT Final Edition mit dem 6,2 Liter V8 mit 435 kW (591 PS) und 650 Nm Drehmoment ausgestattet und wurde als Coupé und Roadster im März 2014 angeboten. Er beschleunigt von 0–100 km/h in 3,7 s und erreicht eine Höchstgeschwindigkeit von 320 km/h. Optisch erhielt die Final Edition eine Carbonmotorhaube, eine schwarze Frontspoilerlippe, optionale Außenspiegel in Carboncover und standardmäßig rot lackierte Bremssättel. Anders als beim SLS AMG GT trug die Final Edition am Heck einen feststehenden schwarzen Flügel, wie auch der Black Series. Der Innenraum wurde mit einem Rautendesign auf den Sitzen, an den Türverkleidungen mit silbernen Nähten sowie mit silbernen Sicherheitsgurten aufgewertet. Der Preis für das Coupé begann bei 225.505 Euro und für den Roadster bei 233.835 Euro. Die Herstellung war auf 350 Stück begrenzt. Premiere feierte die Final Edition am 22. November 2013 auf der LA Auto Show und der Tokyo Motor Show.

## Film
In dem US-amerikanischen Action- und Science-Fiction-Film Transformers 3 verwandelt sich die Figur Soundwave (der Kommunikationsexperte der Decepticons) in einen leibhaftigen Mercedes-Benz SLS AMG.